# Podosinovskij rajon
Il Podosinovskij rajon (in russo Подосиновский район?) è un rajon dell'Oblast' di Kirov, nella Russia europea. Istituito nel 1924, il cui capoluogo è Podosinovec.